# Cierpisz (Ropczyce-Sędziszów)
Pour les articles homonymes, voir Cierpisz.
Cierpisz est une localité polonaise de la gmina de Sędziszów Małopolski, située dans le powiat de Ropczyce-Sędziszów en voïvodie des Basses-Carpates.